# Школа № 19 (Иркутск)
Муниципальное общеобразовательное учреждение «Средняя общеобразовательная школа с углубленным изучением отдельных предметов № 19» — общеобразовательное учебное заведение города Иркутска.

## История[1]
Школа открылась 4 октября 1974 года. Первым директором стала Галина Фёдоровна Колосова. Школа была рассчитана на 29 классов, в которых обучались 930 школьников и работали 35 учителей. С 1990 года директором школы стал Николай Павлович Кашин, благодаря которому в школе появились классы с углублённым изучением химии, биологии, русского языка и литературы. В 1992 году директором был назначен Виктор Леонидович Парыгин. При нём в школе появились экспериментальные проекты, например, педагогический эксперимент «Экология и диалектика». В 2002 году школа № 19 получила статус школы «с углублённым изучением отдельных предметов». С 1 апреля 2010 руководителем стала Светлана Германовна Большещапова. Из-за аварийного состояния фундамента с 1 января 2016 года старое здание школы было закрыто. В ноябре 2016 года фундамент демонтировали, а в августе 2017 года приступили к возведению нового.

## Современная школа
В 2018 году было построено новое современное здание. Школу дополнили помещениями планетария, который был спроектирован российской компанией «Общество сферического кино». Помимо, проекционной системы планетарий обладает оптико-механическим прибором ZKP-4, изготовленным немецкой фирмой «Карл Цейсс», созданным для демонстрации звёздного неба. На данный момент это самый большой школьный планетарий в России. Планетарий принимает группы школьников до 90 человек для проведения лекций и уроков по предметам: «астрономия», «астрофизика», «физика», «окружающий мир», ОБЖ, «география», «химия».
Также в школе работают театральная студия «Бусинки», вокально-эстрадная студия «Артис», студия бардовской песни, ансамбль барабанщиков «Акцент», издаётся газета «Дирижабль».

## Школьный музей[4]
В 1975 г. в школе был создан волейбольный клуб «Ивка». Школьный волейбол в Иркутском научном центре начался с создания первой волейбольной секции для юношей старших классов школы № 19. Секция была организована 12 октября 1974 г. по предложению МК СибИЗМИР СО АН сотрудником института Валерием Васильевичем Котовичем. В январе 1975 г. работали уже две группы юношей и группа девушек, которой руководил так же сотрудник СибИЗМИР Станислав Алексеевич Нечаев.
С 1977 года ежегодно выпускаются классы с углубленным изучением математики и физики.
В период 1989—1990 г. создавались классы с углублённым изучением литературы. Учителя-новаторы: Чуканова Валентина Ивановна, Чабаненко Лидия Васильевна.
1990-2000 г. Когда Виктор Леонидович Парыгин стал директором школы № 19, учебное заведение стало развиваться по эстетическому направлению: большое внимание уделялось предметам, развивающим в ребёнке чувство прекрасного.
1991 г. — Школа № 19 вошла в 100 лучших школ России.
2006 г. Приоритетный национальный проект «Образование». Школа № 19-Миллионер.
2008 г. Школа № 19 стала победителем международного конкурса компании Шлюмберже в рамках национального проекта.